# Sylviidae
Sylviidae, porodica ptica vrapčarki koja je svoj ime dobila po grmušama (Sylvia). To su malene ptice, od 9 do najviše 16 centimetara.
Ptice porodice Sylvidae (koja se ponekad naziva i grmuše) vole šumovita područja gdje se mogu gnijezditi po grmlju i hraniti bobicama i kukcima. 
Hrvatska enciklopedija navodi potporodicu cvrkutuše (Sylvinae), koja dobiva ime po tome što su jedne od najpoznatijih ptica pjevica, u koju svrstava rodove koji žive i u Hrvatskoj trstenjaci, svilorepe, grmuše, voljići, zvižci i kraljići., od kojih nijedan osim grmuša nije predstavnik ove porodice. Svilorepe pripadaju porodici Bombycillidae, trstenjaci i voljići u Acrocephalidae, zvižci u Phylloscopidae i kraljići u Regulidae.

## Rodovi
- Chamaea
- Chleuasicus
- Cholornis
- Chrysomma
- Conostoma
- Curruca
- Fulvetta
- Lioparus
- Lioptilus
- Moupinia
- Myzornis
- Neosuthora
- Paradoxornis
- Parophasma
- Psittiparus
- Rhopophilus
- Sinosuthora
- Suthora
- Sylvia